# Arp 107
Arp 107 è una coppia di galassie interagenti situata nella costellazione del Leone Minore alla distanza di circa 450 milioni di anni luce dalla Terra.
La coppia è formata dalla galassia spirale UGC 5984 (PGC 32620) e dalla piccola galassia ellittica MCG +05-26-025 (o PGC 32628).
Arp 107 è stata studiata mediante osservazioni effettuate con il Telescopio spaziale Spitzer nella banda dell'infrarosso. A livello della galassia spirale l'interazione ha provocato una distorsione di un braccio di spirale dove si dispongono ammassi di stelle giovani di recente formazione. L'arco del braccio di spirale appare maggiormente evidente nelle osservazioni alla lunghezza d'onda di 8 micron (in rosso), tanto che nell'insieme simula il sorriso del cosiddetto "Gatto del Cheshire" (lo "Stregatto" del racconto "Alice nel Paese delle Meraviglie"). Al contrario il ponte di materia che unisce le due galassie e la piccola galassie ellittica mostrano la presenza dei stelle vecchie osservabili nella lunghezza d'onda di 3,6 micron (blu).

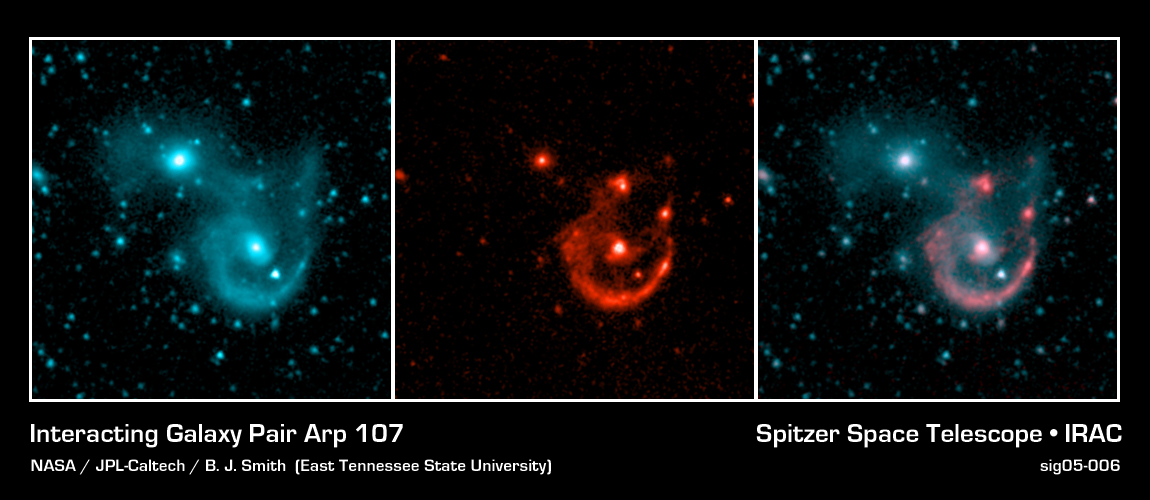
Arp 107. A sinistra nella lunghezza d'onda di 3,6 micron, al centro di 8 micron, a destra immagine composita (Telescopio spaziale Spitzer).